# IC 548
IC 548 је спирална галаксија у сазвјежђу Лав која се налази на листи објеката дубоког неба у Индекс каталогу.
Деклинација објекта је + 9° 26' 46" а ректасцензија 9h 38m 19,3s. Привидна величина (магнитуда) објекта IC 548 износи 14,7 а фотографска магнитуда 15,5. IC 548 је још познат и под ознакама CGCG 63-24, PGC 27463.